# Ujar
Ujar (oroszul: Уяр) város Oroszország ázsiai részén, a Krasznojarszki határterületen, az Ujari járás székhelye.
Népessége: 12 665 fő (a 2010. évi népszámláláskor).

## Elhelyezkedése
Krasznojarszktól 132 km-re keletre, a kis Ujarka folyó partján helyezkedik el. A transzszibériai vasútvonal Krasznojarszk–Tajset közötti szakaszának egyik állomása. A várostól néhány km-re vezet a „Szibéria” nevű R255-ös főút (oroszul: ).

## Története
1760 óta ismert település, akkor létesült ezen a helyen a szibériai postaút egyik állomása. A 19. század végén a falu közelében épült a vasútállomás, mellyel fokozatosan összenőtt. 1924-ben az akkor létrehozott járás székhelye, 1934-ben pedig ún. munkás település lett. 1944-ben kapott városi rangot.  
Környékén agyagot, kaolint bányásznak. 1922-ben téglagyára épült, később tűzállóanyagokat is gyártottak, majd 1948-ban csillámfeldolgozó üzem kezdte meg a termelést. 

## 21. század
Gazdasági életének alapja a vasút, valamint az állomás mellett épült olajterminál. A 2006-ban elkészült létesítmény Oroszország egyik legnagyobb kapacitású olajterminálja, ahol a csővezetéken érkező olaj vasúti kocsikba átemelését végzik. 2010-ben kilátásba helyezték az olajterminál bezárását, ami több száz munkahely megszűnésével járhatott volna. Továbbra is fontos iparág a  már hagyományos építőanyag-gyártás és az élelmiszeripar.
A város régi templomát 1874-ben emelték, illetve szentelték fel. Nevezetes műemlék az iker víztorony, mely eredetileg, 1912-ben a vasút céljára épült.